# Thomas Ostermeier
Thomas Ostermeier, född 3 september 1968 i Soltau i Niedersachsen, är en tysk teaterregissör och teaterchef.

## Biografi
Thomas Ostermeier utbildade sig till regissör vid Hochschule für Schauspielkunst Ernst Busch i Berlin 1992-1996. 1996-1999 var han konstnärlig ledare för Deutsches Theaters i Berlin annexscen Die Baracke som han gjorde till en kultscen med sina vitala uppsättningar av samtidsdramatik som Nicky Silvers Fette Männer im Rock (Fat Men in Skirts) 1996 och Mark Ravenhills Shoppen & Ficken (Shopping and Fucking) 1998. Sedan 1999 ingår han i den konstnärliga ledningen för Schaubühne am Lehniner Platz i Berlin där han 2004 blev ensam konstnärlig ledare. Sedan 2002 ingår han i den konstnärliga ledningen för Avignonfestivalen.
På Schaubühne har han regisserat ett trettiotal uppsättningar, både samtidsdramatik och klassiker. Den första uppsättningen var Lars Noréns Personkreis 3:1 (Personkrets 3:1) år 2000. När han regisserade Henrik Ibsens Ett dockhem 2004 (Nora) gjorde han den till ett drama om förbrukningssamhällets identitetssökande människa. Andra dramatiker han regisserat är Sarah Kane, Georg Büchner, Frank Wedekind, Eugene O'Neill, Marius von Mayenburg, Biljana Srbljanović och Lillian Hellman. Hans uppsättningar har turnerat över hela världen, 2012 gästade han Dramaten med Lars Noréns Dämonen (Demoner) och 2016 med William Shakespeares Richard III. Flera av hans Ibsenuppsättningar (den redan nämnda Nora samt Hedda Gabler, 2005 och John Gabriel Borkman, 2009 liksom iscensättningen av Jon Fosses Der Name (Namnet) 2000 har gästat Nationaltheatret i Oslo.
Thomas Ostermeier har vunnit en lång rad priser, däribland Friedrich-Luft-Preis 1997 och 2011, Nestroy-Theaterpreis 2003, det europeiska priset Premio Europa New Theatrical Realities 2000 samt Guldlejonet vid Venedigbiennalen för sin samlade insats som regissör. Flera av hans uppsättningar har också varit representerade vid Berliner Theatertreffen: Messer in Hennen (Knives in Hens) av David Harrower 1997, Shoppen & Ficken 1998, Nora 2003 och Hedda Gabler 2005 samt Die Ehe der Maria Braun (Maria Brauns äktenskap) efter Rainer Werner Fassbinders film 2008. Han har även regisserat på Deutsches Schauspielhaus i Hamburg, Münchner Kammerspiele, Burgtheater i Wien och Nationaltheatret i Oslo samt på festivalen i Avignon och Festspelen i Salzburg.
År 2019 utnämndes han till hedersdoktor vid Göteborgs universitet.
Hans scenkonst bygger på socialt engagemang med en blandning av realistiska och expressiva uttryck.